# Ruseski Buttress
Ruseski Buttress (in lingua inglese: Contrafforte Ruseski) è un contrafforte o sperone roccioso che forma il portale d'entrata meridionale al Perkins Canyon, lungo il versante settentrionale del Wisconsin Range della catena dei Monti Horlick, nei Monti Transantartici, in Antartide.
Il contrafforte è stato mappato dall'United States Geological Survey (USGS) sulla base di rilevazioni e foto aeree scattate dalla U.S. Navy nel periodo 1959-60.
La denominazione è stata assegnata dall'Advisory Committee on Antarctic Names (US-ACAN), in onore di Peter P. Ruseski, luogotenente della U.S. Navy, che faceva parte del gruppo che ha trascorso l'inverno 1958 presso la Stazione Byrd.